# Brug 1101
Brug 1101 is een bouwkundig kunstwerk in Amsterdam-Zuidoost.
Deze voet- en fietsbrug ligt naast verkeersbrug 1011, de Frankemaheerdbrug. Beide werd ingepast in de gescheiden verkeersstromen. Voor het snelverkeer werden dreven aangelegd op een dijklichaam, ter plekke is het de Dolingadreef. Die dreef kreeg een pad op maaiveldniveau voor voetgangers en fietsers. Brug 1101 ligt in het Frissensteinpad behorend bij die Dolingadreef, daar waar de dreef het Frankemaheerdpad oversteekt en de paden elkaar kruisen.
De brug werd al in 1967 ontworpen door Dirk Sterenberg voor/en de Dienst der Publieke Werken. De brug maakt deel uit van een serie soortgelijke voet- en fietsbruggen die Sterenberg voor deze wijk ontwierp. Ze zijn herkenbaar aan de kijkgaten in de borstweringen (in eerste instantie bedoeld als hijsgat) en ook aan het geïntegreerde nummerplaatje op de eerste baluster. Alhoewel er in 2023 nog een aantal ligt, is er ook een aantal gesloopt in verband met sanering van het stadsdeel. Zo verdwenen Bruggen 1102-1106 onder de slopershamer. In augustus 1971 ging de eerste heipaal voor brug 1101 de grond in.

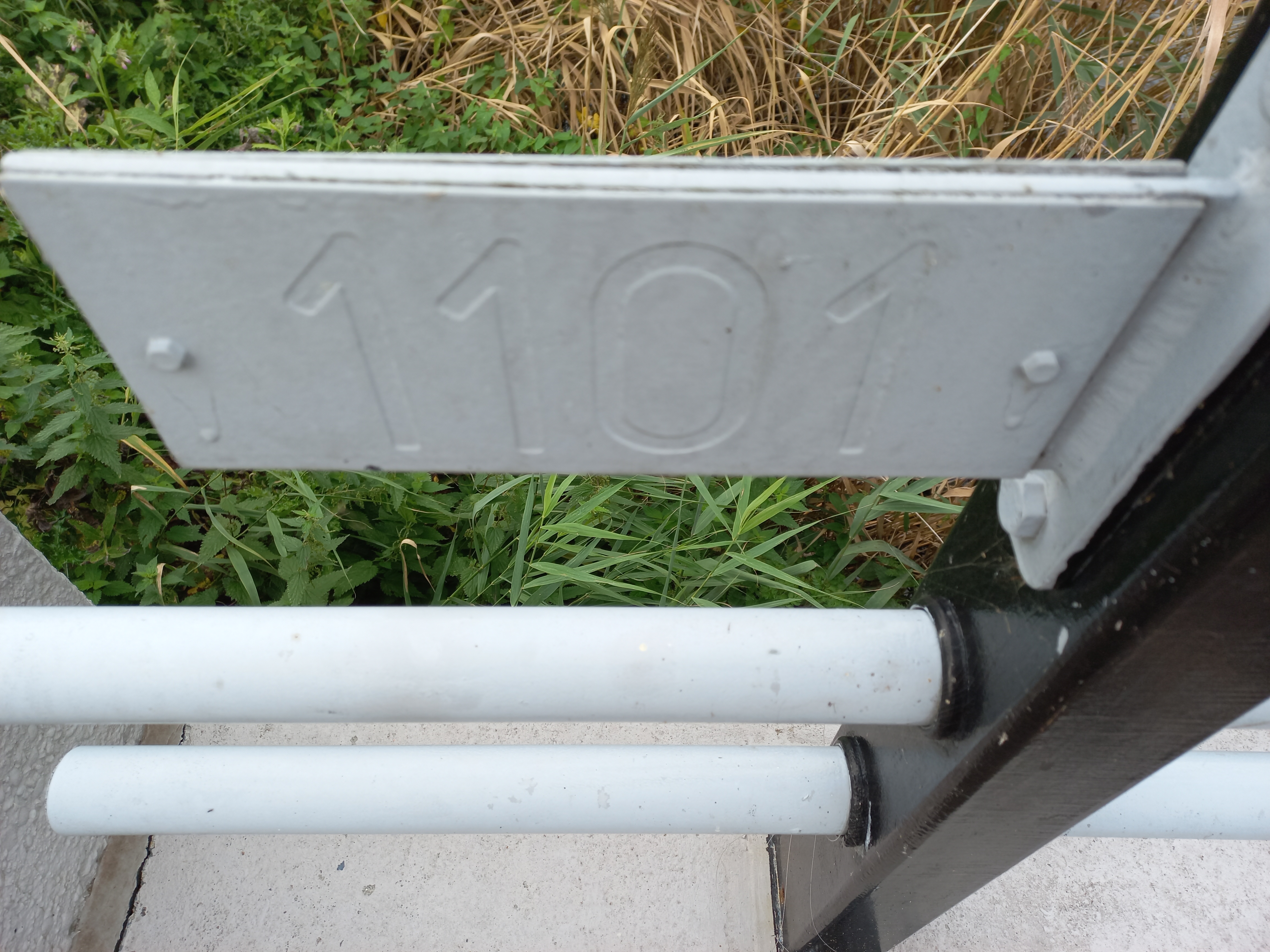
Brugnummerplaatje (september 2023)

<<< · 1100 · 1101 · 1107 · 1008 · 1009 · 1110 · 1111 · 1119 · 1121 · 1122 · 1123 · 1124 · 1125 · 1126 · 1127 · 1128 · 1129 · 1130 · 1131 · 1132 · 1133 · 1134 · 1135 · 1139 · 1140 · 1141 · 1142 · 1143 · 1144 · 1145 · 1146 · 1148 · 1149 · 1150 · 1151 · 1152 · 1153 · 1154 · 1155 · 1156 · 1157 · 1159 · 1162 · 1163 · 1164 · 1165 · 1167 · 1170 · 1171 · 1172 · 1173 · 1174 · 1175 · 1176 · 1177 · 1179 · 1180 · 1181 · 1182 · 1183 · 1184 · 1186 · 1187 · 1188 · 1189 · 1190 · 1191 · 1192 · 1193 · 1194 · 1195 · 1196 · 1197 · 1198 · 1199 · >>>
Brugnummers 1102-1106 (gesloopt), 1112-1118 (gesloopt), 1120, 1136-1138, 1145, 1147, 1158 (onbekend), 1160, 1161, 1166, 1168, 1169, 1178 en 1185 (voetbrug Bijlmerweide bouw 1970, sloop 2015) zijn niet (meer) vergeven.